# Ryzyko zawodowe

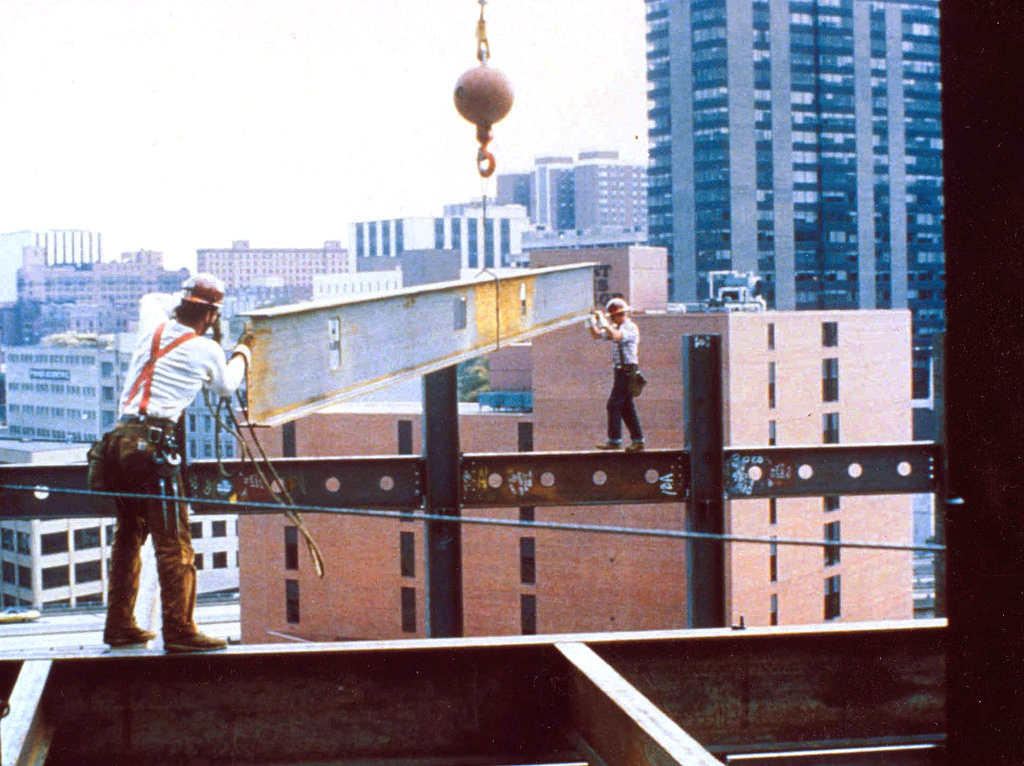
Robotnicy pracujący na znacznej wysokości bez odpowiednich zabezpieczeń.

Ryzyko zawodowe, według Ministerstwa Pracy, rozumiane jest jako:
„prawdopodobieństwo wystąpienia niepożądanych zdarzeń (zagrożeń) związanych z wykonywaną pracą, powodujących straty oraz ich skutków dla zdrowia lub życia pracowników w postaci chorób zawodowych i wypadków przy pracy”
Zgodnie z Rozporządzeniem Ministra Pracy i Polityki Socjalnej z dnia 26 września 1997 r. w sprawie ogólnych przepisów bezpieczeństwa i higieny pracy (Dz.U. z 2011 r. nr 173, poz. 1034; tekst jednolity: Dz.U. z 2003 r. nr 169, poz. 1650) poprzez ryzyko zawodowe rozumie się:
„prawdopodobieństwo wystąpienia niepożądanych zdarzeń związanych z wykonywaną pracą, powodujących straty, w szczególności wystąpienia u pracowników niekorzystnych skutków zdrowotnych w wyniku zagrożeń zawodowych występujących w środowisku pracy lub sposobu wykonywania pracy”
Pojęcie ryzyka zawodowego zostało ustalone w dyrektywie unijnej z dnia 12 czerwca 1989 roku o wprowadzeniu środków w celu zwiększenia bezpieczeństwa i poprawy zdrowia pracowników podczas pracy.

## Etymologia
Ryzyko, m.in. w języku perskim znaczyło, rizi(k), ‘los’, ‘dzienną zapłatę’, a także ‘chleb’; hiszp. ar-risco oznacza ‘odwagę’ i zarazem ‘niebezpieczeństwo’ (podobnie fr.); ang. risk, ‘sytuacja powodująca niebezpieczeństwo’, choć synonimem potencjalnego źródła zagrożenia jest częściej używane słowo hazard.
W wielu encyklopediach słowo ryzyko wyprowadza się od łac. risicare, ‘omijać coś’; wł. ris(i)co oznacza ‘rafę’, którą statek (kupiecki) powinien ominąć. Dominującym akcentem słowa ryzyko w większości kultur było historycznie, „niebezpieczeństwo zagrażające żeglarzom i handlowcom...”

## Badania
Badania nad ryzykiem w niektórych środowiskach naukowych prowadzone są jeszcze w sposób tradycyjny (w wąskim ujęciu jednej dyscypliny), przyporządkowania ryzyka jednemu zagrożeniu. Tadeusz Kaczmarek naukowo zajmujący się problematyką „ryzyka” dostosowuje pojęcie do różnych dziedzin: „Szybko postępujący proces globalizacji gospodarki światowej wymaga, aby – korzystając z wyników badań przeprowadzonych dotychczas w poszczególnych dyscyplinach – wyjść naprzeciw nowym wyzwaniom i dostrzec ich aspekt interdyscyplinarny. W przeciwnym razie pozostaniemy z drobnymi fragmentami układanki, które stanowią przecież tylko fragment ogromnej całości...”.
Trudność tkwi w tym, że poszczególne dziedziny nauki w sposób zupełnie odmienny pojmują „ryzyko, zagrożenie, szansę, prawdopodobieństwo, nieokreśloność, niepewność, wytrwałość, ocenę oraz inne kategorie”.
Możliwość wymiany doświadczeń między różnymi dyscyplinami jest zatem utrudniona. Istnieje kwestia uporządkowania pojęć i koncepcji ryzyka, stosowanych w rozmaitych dziedzinach, także relacji zachodzących pomiędzy nimi w każdym aspekcie działalności gospodarczej oraz życia codziennego.
Spektrum badań nad ryzykiem zostało rozszerzone w drugiej połowie XX wieku, kiedy zidentyfikowano niebezpieczeństwa związane z nowymi technologiami, występujące w przemyśle chemicznym i atomowym, biorąc pod uwagę ich potencjał zupełnie realnej i ogromnej destrukcji, trwałości i nieodwracalności negatywnych skutków w czasie. Zauważono globalne zagrożenie cywilizacyjne płynące z rozbudowy potencjału produkcyjnego koncernów zbrojeniowych.
Uczeni i politycy wyraźnie i jednoznacznie zwracają uwagę na możliwość spowodowania nieodwracalnej degradacji środowiska naturalnego w skali globalnej. Współczesne badania nad ryzykiem prowadzą do wniosku, że nie ma możliwości sformułowania jednej obiektywnej i uniwersalnej definicji ryzyka. Każda dziedzina narzuca konieczność uwzględnienia jej cech specyficznych. Nie zdołano też dotąd ujednolicić terminologii dotyczącej obszaru zdywersyfikowanego ryzyka.

## Podstawy prawne
- Zgodnie z Kodeksem pracy, pracodawca „zobowiązany jest podejmować działania zapobiegające niebezpieczeństwu, jeżeli prowadzi działalność, która stwarza możliwość wystąpienia nagłego niebezpieczeństwa dla zdrowia lub życia pracowników oraz... informować pracowników o ryzyku zawodowym, które wiąże się z wykonywaną pracą, oraz o zasadach ochrony przed zagrożeniami”[4].

Zgodnie z powyższym pracodawca zobowiązany jest:
- - informować pracowników o ryzyku zawodowym (w związku z wykonywaną pracą oraz o zasadach ochrony przed zagrożeniami);
  - stosować środki zapobiegające chorobom zawodowym i innym chorobom (w związku z pracą)[5]

- Zgodnie z rozporządzeniem MPiPS[6] pracodawca zobowiązany jest „oceniać i dokumentować ryzyko zawodowe występujące przy określonych pracach oraz stosować niezbędne środki profilaktyczne zmniejszające ryzyko”. W szczególności wymienia się obowiązki:
  - zapewnić organizacje pracy i stanowisk pracy w sposób zabezpieczający przed zagrożeniami wypadkowymi oraz oddziaływania czynników szkodliwych dla zdrowia i uciążliwości (uwzględniając możliwości psychofizyczne);
  - zapewnić likwidacje zagrożeń dla zdrowia i życia pracowników (przez stosowanie technologii, urządzeń, materiałów i substancji, które nie powodują zagrożeń).

## Ocena ryzyka zawodowego
Ocena ryzyka zawodowego jest to: „porównanie poziomu ryzyka, które zostało określone w wyniku dokonania oceny z poziomem, który jest uznawany za akceptowalny”. Ocena ta jest ujęta w normie PN-N18002, jako procedura oceny ryzyka zawodowego:
- zebranie informacji niezbędnych do oceny korygujących,
- identyfikacja zagrożeń,
- oszacowanie ryzyka zawodowego,
- określenie dopuszczalności,
- ustalenie niezbędnych działań.

Ocena ryzyka zawodowego powinna zostać sporządzana w formie pisemnej dla każdego stanowiska w zakładzie pracy.
Obowiązkiem pracodawcy jest poinformowanie pracowników o ryzyku oraz o sposobach ochrony przed zidentyfikowanymi zagrożeniami.
Dobrą praktyką jest odczytanie na głos całego dokumentu.
Wszyscy pracujący na ocenianym stanowisku pracy zapoznanie się z oceną ryzyka powinni potwierdzić własnoręcznym podpisem.

## Metody oceny ryzyka zawodowego
Prawo nie narzuca stosowania konkretnej metody oceny ryzyka zawodowego. Literatura fachowa podaje liczne przykłady metod oceny ryzyka zawodowego, m.in.
- matryce ryzyka,
- wskaźniki ryzyka,
- grafy ryzyka.

## Dokumentacja ryzyka zawodowego
Dokumentacja powinna zawierać następujące grupy informacji:
- charakterystykę stanowiska
- informacje dotyczące identyfikacji zagrożeń
- szacowanie parametrów ryzyka i jego wartościowanie
- informacje o kryteriach akceptacji oraz poziomu ryzyka akceptowalnego

środki ochrony konieczne do likwidacji zagrożeń lub zmniejszenia ryzyka:
- wynik końcowy ryzyka i zalecenia monitorowania ryzyka z jego okresową oceną
- przepisy, normy i wytyczne przy ocenie ryzyka zawodowego.